# Paris–Nizza 2012
Die 70. Rad-Fernfahrt Paris–Nizza fand vom 4. bis zum 11. März 2012 statt. Das Etappenrennen gehört der UCI WorldTour an und ist innerhalb dieser das zweite Rennen nach der Tour Down Under. Die Gesamtdistanz des Rennens betrug 1.115,5 Kilometer. Anders als bei früheren Austragungen endete das Rennen in diesem Jahr nicht mit einem Rundkurs in und um Nizza, sondern mit einem Bergzeitfahren auf den Col d’Èze.
Nach der 8. und letzten Etappe stand Bradley Wiggins, der auch die Punktewertung für sich entscheiden konnte, vom Team Sky ProCycling an der Spitze der Gesamtwertung.

## Teilnehmer
| ProTeams AG2R La Mondiale Astana Pro Team BMC Racing Team Euskaltel-Euskadi FDJ-Big Mat Garmin-Barracuda | GreenEdge Cycling Team Katusha Team Lampre-ISD Liquigas-Cannondale Lotto Belisol Team Movistar | Omega Pharma-Quick Step Rabobank Cycling Team RadioShack-Nissan Sky ProCycling Team Saxo Bank Vacansoleil-DCM |
| Professional Continental Teams Cofidis, le Crédit en Ligne Project 1t4i                                  | Saur-Sojasun Team Europcar                                                                     | |

Startberechtigt waren die 18 ProTeams sowie die französischen Professional Continental-Mannschaften Cofidis, Team Europcar, Saur-Sojasun und das niederländische Team Project 1t4i, die vom Veranstalter Amaury Sport Organisation am 18. Januar 2012 eine Wildcard erhielten.

## Etappen
Der Streckenverlauf des Rennens wurde der Öffentlichkeit offiziell am 3. Februar 2012 vorgestellt, war aber schon einige Tage vorher bekanntgeworden.
Wie in jedem Jahr verlief die Route von Paris-Nizza auch 2012 wieder von Norden nach Süden zur Stadt Nizza an der Côte d’Azur. Im Gegensatz zum Vorjahr, als eine reguläre Straßenetappe den Auftakt der Fernfahrt gebildet hatte, begann das „Rennen zur Sonne“ 2012 wieder mit einem Einzelzeitfahren, das ungefähr 20 Kilometer südwestlich von Paris stattfand. Darauf folgte ein flacher Abschnitt nach Orléans. Danach standen an jedem Tag mehrere Bergwertungen auf dem Programm, die fünfte Etappe endete mit einer Bergankunft der ersten Kategorie. Auf dem vorletzten Abschnitt erreichen die Fahrer den Zielort Nizza, wo am Tag darauf in einem Bergzeitfahren auf den Col d’Èze, das zum ersten Mal seit 2001 wieder auf dem Plan stand, die Entscheidung um den Sieg fiel.

### Etappenübersicht
| Etappe | Typ         | Tag      | Start–Ziel                                       | km    | Etappensieger      | Gelbes Trikot   |
| ------ | ----------- | -------- | ------------------------------------------------ | ----- | ------------------ | --------------- |
| 01.    |             | 04. März | Dampierre-en-Yvelines – Saint-Rémy-lès-Chevreuse | 09,4  | Gustav Larsson     | Gustav Larsson  |
| 02.    | Flachetappe | 05. März | Mantes-la-Jolie – Orléans                        | 185,5 | Tom Boonen         | Bradley Wiggins |
| 03.    | Hügeletappe | 06. März | Vierzon – Le Lac de Vassivière                   | 194,0 | Alejandro Valverde | Bradley Wiggins |
| 04.    | Hügeletappe | 07. März | Brive-la-Gaillarde – Rodez                       | 178,0 | Gianni Meersman    | Bradley Wiggins |
| 05.    | Bergetappe  | 08. März | Onet-le-Château – Mende                          | 178,5 | Lieuwe Westra      | Bradley Wiggins |
| 06.    | Hügeletappe | 09. März | Suze-la-Rousse – Sisteron                        | 178,5 | Luis León Sánchez  | Bradley Wiggins |
| 07.    | Bergetappe  | 10. März | Sisteron – Nizza                                 | 219,5 | Thomas De Gendt    | Bradley Wiggins |
| 08.    |             | 11. März | Nizza – Col d’Èze                                | 09,6  | Bradley Wiggins    | Bradley Wiggins |

### 1. Etappe, Dampierre-en-Yvelines – Saint-Rémy-lès-Chevreuse
|    | Fahrer             | Nation                 | Team                    | Zeit      |
| -- | ------------------ | ---------------------- | ----------------------- | --------- |
| 1. | Gustav Larsson     | Schweden               | Vacansoleil-DCM         | 0:11:19 h |
| 2. | Bradley Wiggins    | Vereinigtes Konigreich | Sky ProCycling          | + 0:01    |
| 3. | Levi Leipheimer    | Vereinigte Staaten     | Omega Pharma-Quick Step | + 0:04    |
| 4. | Tejay van Garderen | Vereinigte Staaten     | BMC Racing Team         | + 0:09    |
| 5. | Thomas De Gendt    | Belgien                | Vacansoleil-DCM         | + 0:12    |

|    | Fahrer             | Nation                 | Team                    | Zeit      |
| -- | ------------------ | ---------------------- | ----------------------- | --------- |
| 1. | Gustav Larsson     | Schweden               | Vacansoleil-DCM         | 0:11:19 h |
| 2. | Bradley Wiggins    | Vereinigtes Konigreich | Sky ProCycling          | + 0:01    |
| 3. | Levi Leipheimer    | Vereinigte Staaten     | Omega Pharma-Quick Step | + 0:04    |
| 4. | Tejay van Garderen | Vereinigte Staaten     | BMC Racing Team         | + 0:09    |
| 5. | Thomas De Gendt    | Belgien                | Vacansoleil-DCM         | + 0:12    |

### 2. Etappe, Mantes-la-Jolie – Orléans
|    | Fahrer             | Nation      | Team                    | Zeit         |
| -- | ------------------ | ----------- | ----------------------- | ------------ |
| 1. | Tom Boonen         | Belgien     | Omega Pharma-Quick Step | 4:22:15 h    |
| 2. | José Joaquín Rojas | Spanien     | Movistar                | gleiche Zeit |
| 3. | John Degenkolb     | Deutschland | Project 1t4i            | gleiche Zeit |
| 4. | Sep Vanmarcke      | Belgien     | Garmin-Barracuda        | gleiche Zeit |
| 5. | Francesco Gavazzi  | Italien     | Astana Pro Team         | gleiche Zeit |

|    | Fahrer             | Nation                 | Team                    | Zeit      |
| -- | ------------------ | ---------------------- | ----------------------- | --------- |
| 1. | Bradley Wiggins    | Vereinigtes Konigreich | Sky ProCycling          | 4:33:32 h |
| 2. | Levi Leipheimer    | Vereinigte Staaten     | Omega Pharma-Quick Step | + 0:06    |
| 3. | Tom Boonen         | Belgien                | Omega Pharma-Quick Step | + 0:07    |
| 4. | Tejay van Garderen | Vereinigte Staaten     | BMC Racing Team         | + 0:11    |
| 5. | Sylvain Chavanel   | Frankreich             | Omega Pharma-Quick Step | + 0:14    |

### 3. Etappe, Vierzon – Le Lac de Vassivière
|    | Fahrer             | Nation     | Team                   | Zeit         |
| -- | ------------------ | ---------- | ---------------------- | ------------ |
| 1. | Alejandro Valverde | Spanien    | Movistar               | 4:36:19 h    |
| 2. | Simon Gerrans      | Australien | GreenEdge Cycling Team | gleiche Zeit |
| 3. | Gianni Meersman    | Belgien    | Lotto Belisol Team     | gleiche Zeit |
| 4. | Luis León Sánchez  | Spanien    | Rabobank Cycling Team  | gleiche Zeit |
| 5. | Xavier Florencio   | Spanien    | Katusha Team           | gleiche Zeit |

|    | Fahrer             | Nation                 | Team                    | Zeit      |
| -- | ------------------ | ---------------------- | ----------------------- | --------- |
| 1. | Bradley Wiggins    | Vereinigtes Konigreich | Sky ProCycling          | 9:09:51 h |
| 2. | Levi Leipheimer    | Vereinigte Staaten     | Omega Pharma-Quick Step | + 0:06    |
| 3. | Tejay van Garderen | Vereinigte Staaten     | BMC Racing Team         | + 0:11    |
| 4. | Sylvain Chavanel   | Frankreich             | BMC Racing Team         | + 0:14    |
| 5. | Maxime Monfort     | Belgien                | RadioShack-Nissan       | + 0:18    |

### 4. Etappe, Brive-la-Gaillarde – Rodez
|    | Fahrer           | Nation      | Team               | Zeit         |
| -- | ---------------- | ----------- | ------------------ | ------------ |
| 1. | Gianni Meersman  | Belgien     | Lotto Belisol Team | 4:21:01 h    |
| 2. | Grega Bole       | Slowenien   | Lampre-ISD         | gleiche Zeit |
| 3. | Lieuwe Westra    | Niederlande | Vacansoleil-DCM    | gleiche Zeit |
| 4. | Xavier Florencio | Spanien     | Katusha Team       | gleiche Zeit |
| 5. | Jonathan Hivert  | Frankreich  | Saur-Sojasun       | gleiche Zeit |

|    | Fahrer             | Nation                 | Team                    | Zeit       |
| -- | ------------------ | ---------------------- | ----------------------- | ---------- |
| 1. | Bradley Wiggins    | Vereinigtes Konigreich | Sky ProCycling          | 13:30:52 h |
| 2. | Levi Leipheimer    | Vereinigte Staaten     | Omega Pharma-Quick Step | + 0:06     |
| 3. | Tejay van Garderen | Vereinigte Staaten     | BMC Racing Team         | + 0:11     |
| 4. | Sylvain Chavanel   | Frankreich             | Omega Pharma-Quick Step | + 0:14     |
| 5. | Maxime Monfort     | Belgien                | RadioShack-Nissan       | + 0:18     |

### 5. Etappe, Onet-le-Château – Mende
|    | Fahrer             | Nation                 | Team                    | Zeit         |
| -- | ------------------ | ---------------------- | ----------------------- | ------------ |
| 1. | Lieuwe Westra      | Niederlande            | Vacansoleil-DCM         | 4:52:46 h    |
| 2. | Alejandro Valverde | Spanien                | Movistar                | + 0:06       |
| 3. | Bradley Wiggins    | Vereinigtes Konigreich | Sky ProCycling          | gleiche Zeit |
| 4. | Levi Leipheimer    | Vereinigte Staaten     | Omega Pharma-Quick Step | gleiche Zeit |
| 5. | Simon Špilak       | Slowenien              | Katusha Team            | gleiche Zeit |

|    | Fahrer             | Nation                 | Team                    | Zeit       |
| -- | ------------------ | ---------------------- | ----------------------- | ---------- |
| 1. | Bradley Wiggins    | Vereinigtes Konigreich | Sky ProCycling          | 18:23:40 h |
| 2. | Lieuwe Westra      | Niederlande            | Vacansoleil-DCM         | + 0:06     |
| 3. | Levi Leipheimer    | Vereinigte Staaten     | Omega Pharma-Quick Step | + 0:10     |
| 4. | Alejandro Valverde | Spanien                | Movistar                | + 0:18     |
| 5. | Simon Špilak       | Slowenien              | Katusha Team            | + 0:37     |

### 6. Etappe, Suze-la-Rousse – Sisteron
|    | Fahrer            | Nation      | Team                  | Zeit         |
| -- | ----------------- | ----------- | --------------------- | ------------ |
| 1. | Luis León Sánchez | Spanien     | Rabobank Cycling Team | 4:07:58 h    |
| 2. | Jens Voigt        | Deutschland | RadioShack-Nissan     | gleiche Zeit |
| 3. | Heinrich Haussler | Australien  | Garmin-Barracuda      | + 0:14       |
| 4. | Elia Viviani      | Italien     | Liquigas-Cannondale   | gleiche Zeit |
| 5. | Grega Bole        | Slowenien   | Lampre-ISD            | gleiche Zeit |

|    | Fahrer             | Nation                 | Team                    | Zeit       |
| -- | ------------------ | ---------------------- | ----------------------- | ---------- |
| 1. | Bradley Wiggins    | Vereinigtes Konigreich | Sky ProCycling          | 22:31:52 h |
| 2. | Lieuwe Westra      | Niederlande            | Vacansoleil-DCM         | + 0:06     |
| 3. | Levi Leipheimer    | Vereinigte Staaten     | Omega Pharma-Quick Step | + 0:10     |
| 4. | Alejandro Valverde | Spanien                | Movistar                | + 0:18     |
| 5. | Simon Špilak       | Slowenien              | Katusha Team            | + 0:37     |

### 7. Etappe, Sisteron – Nizza
|    | Fahrer          | Nation      | Team                        | Zeit         |
| -- | --------------- | ----------- | --------------------------- | ------------ |
| 1. | Thomas De Gendt | Belgien     | Vacansoleil-DCM             | 5:11:48 h    |
| 2. | Rein Taaramäe   | Estland     | Cofidis, le Crédit en Ligne | + 6:18       |
| 3. | John Degenkolb  | Deutschland | Project 1t4i                | + 9:24       |
| 4. | Greg Henderson  | Neuseeland  | Lotto Belisol Team          | gleiche Zeit |
| 5. | Thor Hushovd    | Norwegen    | BMC Racing Team             | gleiche Zeit |

|    | Fahrer             | Nation                 | Team            | Zeit       |
| -- | ------------------ | ---------------------- | --------------- | ---------- |
| 1. | Bradley Wiggins    | Vereinigtes Konigreich | Sky ProCycling  | 27:53:04 h |
| 2. | Lieuwe Westra      | Niederlande            | Vacansoleil-DCM | + 0:06     |
| 3. | Alejandro Valverde | Spanien                | Movistar        | + 0:18     |
| 4. | Simon Špilak       | Slowenien              | Katusha Team    | + 0:37     |
| 5. | Tejay van Garderen | Vereinigte Staaten     | BMC Racing Team | + 0:39     |

### 8. Etappe, Nizza-Col d'Éze
|    | Fahrer                 | Nation                 | Team             | Zeit      |
| -- | ---------------------- | ---------------------- | ---------------- | --------- |
| 1. | Bradley Wiggins        | Vereinigtes Konigreich | Sky ProCycling   | 19:12 min |
| 2. | Lieuwe Westra          | Niederlande            | Vacansoleil-DCM  | +0:02     |
| 3. | Jean-Christophe Péraud | Frankreich             | AG2R La Mondiale | + 0:33    |
| 4. | Simon Špilak           | Slowenien              | Katusha Team     | + 0:47    |
| 5. | Jérôme Coppel          | Frankreich             | Saur-Sojasun     | + 0:51    |

|    | Fahrer             | Nation                 | Team            | Zeit       |
| -- | ------------------ | ---------------------- | --------------- | ---------- |
| 1. | Bradley Wiggins    | Vereinigtes Konigreich | Sky ProCycling  | 28:12:16 h |
| 2. | Lieuwe Westra      | Niederlande            | Vacansoleil-DCM | + 0:08     |
| 3. | Alejandro Valverde | Spanien                | Movistar        | + 1:10     |
| 4. | Simon Špilak       | Slowenien              | Katusha Team    | + 1:24     |
| 5. | Tejay van Garderen | Vereinigte Staaten     | BMC Racing Team | + 1:54     |

## Wertungen
Für die Punktewertung gab es folgende Punkt- und Bonussekundenverteilung:

### Punktewertungen
| Platz | Sekunden | Punkte |
| ----- | -------- | ------ |
| 1.    | 3        | 3      |
| 2.    | 2        | 2      |
| 3.    | 1        | 1      |

| Platz   | Sekunden | Punkte                                                                    |
| ------- | -------- | ------------------------------------------------------------------------- |
| 1.      | 10       | 25                                                                        |
| 2.      | 06       | 22                                                                        |
| 3.      | 04       | 20                                                                        |
| 4 - 20. |          | 18 - 16 - 15 - 14 - 13 - 12 - 11 - 10 - 9 - 8 - 7 - 6 - 5 - 4 - 3 - 2 - 1 |

### Bergwertungen
| Platz | Punkte |
| ----- | ------ |
| 1.    | 10     |
| 2.    | 8      |
| 3.    | 6      |
| 4.    | 4      |
| 5.    | 3      |
| 6.    | 2      |
| 7.    | 1      |

| Platz | Punkte |
| ----- | ------ |
| 1.    | 7      |
| 2.    | 5      |
| 3.    | 3      |
| 4.    | 2      |
| 5.    | 1      |

| Platz | Punkte |
| ----- | ------ |
| 1.    | 4      |
| 2.    | 2      |
| 3.    | 1      |

## Wertungen im Tourverlauf
Die Tabelle zeigt den Führenden in der jeweiligen Wertung nach der jeweiligen Etappe an.
| Etappe    | Gesamtwertung   | Punktewertung      | Bergwertung        | Nachwuchswertung   | Teamwertung             |
| --------- | --------------- | ------------------ | ------------------ | ------------------ | ----------------------- |
| 1. Etappe | Gustav Larsson  | Gustav Larsson     | Thomas De Gendt    | Tejay van Garderen | Omega Pharma-Quick Step |
| 2. Etappe | Bradley Wiggins | Tom Boonen         | Thomas De Gendt    | Tejay van Garderen | Omega Pharma-Quick Step |
| 3. Etappe | Bradley Wiggins | Alejandro Valverde | Thomas De Gendt    | Tejay van Garderen | Omega Pharma-Quick Step |
| 4. Etappe | Bradley Wiggins | Alejandro Valverde | Luis Ángel Maté    | Tejay van Garderen | Omega Pharma-Quick Step |
| 5. Etappe | Bradley Wiggins | Alejandro Valverde | Frederik Veuchelen | Tejay van Garderen | Omega Pharma-Quick Step |
| 6. Etappe | Bradley Wiggins | Alejandro Valverde | Frederik Veuchelen | Tejay van Garderen | Omega Pharma-Quick Step |
| 7. Etappe | Bradley Wiggins | Alejandro Valverde | Frederik Veuchelen | Tejay van Garderen | Vacansoleil-DCM         |
| 8. Etappe | Bradley Wiggins | Bradley Wiggins    | Frederik Veuchelen | Tejay van Garderen | Vacansoleil-DCM         |

## Endstand
Bradley Wiggins ist der erste britische Gewinner von Paris–Nizza seit Tom Simpson im Jahr 1967. Er übernahm das Trikot des Gesamtführenden bereits auf der zweiten Etappe nach Orléans, als sich das Feld bei starkem Gegenwind teilte und eine 21-köpfige Gruppe mit 2½ Minuten Vorsprung das Ziel erreichte. Im abgehängten Hauptfeld befanden sich auch die früheren Paris–Nizza-Gewinner Tony Martin und Andreas Klöden. Wiggins konnte es bis zum Ende verteidigen und durch seinen Sieg beim abschließenden Bergzeitfahren auch noch das grüne Trikot für den Punktbesten von dem in dieser Wertung bis dahin führenden Alejandro Valverde, dem Gesamtdritten, übernehmen. Lieuwe Westra komplettierte als Zweiter das Podium. Bester Jungprofi war Tejay van Garderen, die Bergwertung gewann Frederik Veuchelen.

## Nachweise
1. ↑  cyclismactu.fr vom 18. Januar 2012: Des invitations sans surprises
2. ↑  Strecke von Paris-Nizza 2012 vorgestellt